# Michel Mousseau
 (février 2024).
 (février 2024).
La mise en forme du texte ne suit pas les recommandations de Wikipédia : il faut le « wikifier ».
Les points d'amélioration suivants sont les cas les plus fréquents :
- Les titres sont pré-formatés par le logiciel. Ils ne sont ni en capitales, ni en gras.
- Le texte ne doit pas être écrit en capitales (les noms de famille non plus), ni en gras, ni en italique, ni en « petit »…
- Le gras n'est utilisé que pour surligner le titre de l'article dans l'introduction, une seule fois.
- L'italique est rarement utilisé : mots en langue étrangère, titres d'œuvres, noms de bateaux, etc.
- Les citations ne sont pas en italique mais en corps de texte normal. Elles sont entourées par des guillemets français : « et ».
- Les listes à puces sont à éviter, des paragraphes rédigés étant largement préférés. Les tableaux sont à réserver à la présentation de données structurées (résultats, etc.).
- Les appels de note de bas de page (petits chiffres en exposant, introduits par l'outil «  Source ») sont à placer entre la fin de phrase et le point final[comme ça].
- Les liens internes (vers d'autres articles de Wikipédia) sont à choisir avec parcimonie. Créez des liens vers des articles approfondissant le sujet. Les termes génériques sans rapport avec le sujet sont à éviter, ainsi que les répétitions de liens vers un même terme.
- Les liens externes sont à placer uniquement dans une section « Liens externes », à la fin de l'article. Ces liens sont à choisir avec parcimonie suivant les règles définies. Si un lien sert de source à l'article, son insertion dans le texte est à faire par les notes de bas de page.
- La présentation des références doit suivre les conventions bibliographiques. Il est recommandé d'utiliser les modèles {{Ouvrage}}, {{Chapitre}}, {{Article}}, {{Lien web}} et/ou {{Bibliographie}}. Le mode d'édition visuel peut mettre en forme automatiquement les références.
- Insérer une infobox (cadre d'informations à droite) n'est pas obligatoire pour parachever la mise en page.

Pour une aide détaillée, merci de consulter Aide:Wikification.
Si vous pensez que ces points ont été résolus, vous pouvez retirer ce bandeau et améliorer la mise en forme d'un autre article.
Pour les articles homonymes, voir Mousseau.
Michel Mousseau est un peintre français né le 27 juillet 1934 à Coutures (Maine-et-Loire). Il vit et travaille à Paris. Il décline différentes pratiques comme la réalisation de livres d'artiste, d'affiches, la gravure et la conception de décors pour le théâtre.

## Parcours
Michel Mousseau présente ses premières expositions personnelles en 1957 à la galerie Malaval à Lyon, à la galerie Tooth de Londres, en 1959 chez Simone Collinet, galerie Furstenberg à Paris.
À l'étranger, il expose en 1960 à Caracas (Vénézuela), en 1963 au Centre culturel Beit Zvi à Tel-Aviv (Israël), en 1964 à The Poeter Gallery, Mesilla (Mexique).
Il est ensuite régulièrement exposé à Paris, galerie La Cave, galerie Bongers rue de Miromesnil, repéré à l'ouverture de la galerie Motte implantée à Paris, qui le présente aussi à Genève, galerie Brigitte Schehadé  rue des Tournelles.
En 1972, vingt toiles sont exposées à l’Orangerie du jardin du Luxembourg, dont l’une figurera en cimaise de la questure du Sénat. Sa peinture évolue vers la non-figuration, effaçant détails et anecdotes au profit de la forme, de la lumière, de la couleur. Il participe au Salon de mai de 1973 jusqu'à son arrêt en 2014, et au salon Réalités nouvelles à partir de 1974.
À partir des années 1990, il montre de grandes huiles sur toile très colorées, en 1994 à l'abbaye aux Dames, en 1999 à L'Art dans les chapelles, Morbihan, à La Havane au musée national des Beaux-Arts de Cuba (2005) et à la Bibliothèque nationale de Cuba (2015).
Il utilise parallèlement sous l'inspiration d'Henri Matisse, la technique des papiers gouachés découpés au ciseau.
Dans le Cotentin, Michel Mousseau produit plus d’un millier de grands dessins, baptisés Lisière, en travaillant dans la nature sur le motif. En mars-juin 2019, le domaine de Kerguéhennec présente une exposition de 103 dessins réalisés dans l'enceinte du domaine, à la suite d'une résidence de l'artiste en 2017,.
La galerie Virgile Legrand le représente jusqu'à sa fermeture en 2023. Les œuvres de Michel Mousseau sont également montrées à la galerie Hurtebize, à Cannes, à la galerie Yr Oriel, à Newport Pays de Galles, dans les Galeries Berthéas.

### Livres d'artiste
À la suite de sa rencontre avec Eugène Guillevic  en 1984, Michel Mousseau réalise plus de trente ouvrages avec de nombreux poètes, dont Lisière d'infini (montré à l'exposition « The imaginative French book in the 21th century »), Répertoire des apparitions et Jazz avec Zéno Bianu, L'Obscur Tournant avec Bernard Noël, Noces avec Luis Mizòn, Présences avec Marie Étienne, et pour André Pieyre de Mandiargues, Pierre Albert-Birot...
Il collabore avec plusieurs éditeurs, Fata Morgana, Bernard Dumerchez, Virgile.

### Autres activités
Il réalise des décors de théâtre pour servir des auteurs comme Roland Dubillard ou Robert Pinget. Il travaille pour Georges Wilson au théâtre de l'Œuvre, puis Jean Rougerie au théâtre Tristan-Bernard, pour Georges Vitaly au théâtre du Lucernaire ou Daniel Maréchal au théâtre de Vanves, et crée les affiches des spectacles.
Depuis 1982, il réalise l'affiche pour le Marché de la poésie à Paris, dont il est le directeur artistique.
En 1986-87, il crée des médailles pour l'hôtel de la Monnaie de Paris, collection « Le théâtre des Années 50 »
Il s'est impliqué dans plusieurs cercles de réflexion sur la peinture, à l’École normale supérieure rue d’Ulm (1986-1987), dans des colloques universitaires (colloque international ILLUSTRER ?, séminaire « Usages et valeurs du noir » à l'Institut national d'histoire de l'art).

## Œuvre

### Livres d’artiste
- Sauvage, avec Eugène Guillevic, dessins, Le Pavé, 1984[30]
- Un calicot, crayons de couleurs et texte de Michel Mousseau, Brandes[31]
- Mon Palais, pour Pierre Albert-Birot, dix dessins, Le Pavé, 1985[32]
- Peindre, texte, estampage et crayons de couleurs, Despalles, 1988
- Allumettes, avec Pierre Caizergues, dessins, Librairie Bleue, 1988
- Noces, avec Luis Mizón, interventions directes, Brandes, 1988
- Les Quinze apôtres, avec Jacques Rancourt, crayons de couleurs, SNE, 1989[33]
- 7 poèmes, pour Pierre Albert-Birot, gravure en taille douce, Brandes, 1989 [34]
- L’Obsédé textuel, avec Vincent Gimeno, sérigraphie, Les petits classiques du grand pirate, 1989[35]
- Le Donateur, avec Hughes Labrusse, 2368 dessins et quelques taches, Amiot.Lenganey, 1991  (ISBN 2-909033-05-8)
- De la fin du vol des oiseaux, avec Hughes Labrusse, gravure en taille douce, Rougerie, 1993[36]
- Roman d’un regard, l'atelier de Michel Mousseau, avec Bernard Noël, gravure en taille douce rehaussée, Paris, J.-M. Place ; [Laon] Maison des arts de Laon, 1995  (ISBN 2-85893-257-3)
- L’Homme coupé, pour Pierre Albert-Birot, encres de couleurs, La Barbacane, 1995.
- Supplément au journal de bord de Christophe Colomb, avec Pierre Silvain, crayon de couleurs, Les petits classiques du grand pirate/Mare Nostrum, 1998
- Bouteille à la mer, avec Hughes Labrusse, crayons de couleurs, Les petits classiques du grand pirate/Mare Nostrum, 1998
- Mines, avec Yves Jouan, dessins mine de plomb, Les petits classiques du grand pirate, 1998[35]
- Au point de tous avec Yves Jouan, encres de Chine et gravure, Dumerchez, 1998[37]
- Lisière d’infini, avec Zéno Bianu[22], trois peintures, Fata Morgana, 2000[38]
- Le Chemin de l’iris, avec Yves Jouan, encres de Chine et gravure, Creil ; Reims, Dumerchez, 2000,  (ISBN 2-912927-39-0)
- Afghanistan, avec Tahar Bekri, douze encres de Chine, Les petits classiques du grand pirate, 2002
- Précaires, avec Hughes Labrusse, soixante-dix-huit dessins et peinture sur coffret, Dumerchez, 2002  (ISBN 2-84791-002-6)
- Élégie pour un jeune jardin, avec Claire Malroux, mines de plomb, Alain Lucien Benoît, Rochefort du Gard, 2003[39]
- Une passion précise, avec Zéno Bianu, mine de plomb, Del Arco, 2003[40]
- Jamais loin, avec Claudine Bertrand, encres de couleurs, collection 5/5, TranSignum & Daniel Leuwers, 2004
- Les Rougets, pour Pieyre de Mandiargues, peintures, Fata Morgana, Saint Clément, 2004
- Le Geste juste, avec Zéno Bianu, encre de couleur, Collection 5/5, TranSignum & Daniel Leuwers, 2004
- Cette combustion de la parole, avec Bernard Mazo, crayons de couleurs
- Le Livre pauvre, Daniel Leuwers, 2004
- Un jour une vie, avec Zéno Bianu, pastels, Tête à texte no 2, Rencontres, L'Échelle, 2006
- L'Ivre mort, avec Fabio Scotto, variations-sur-huit-couleurs, Trames, Bozouls, 2007[41]
- Draps noirs, avec Claudine Bertrand, crayons de couleur, Leuwers, 2007
- L'Obscur tournant, avec Bernard Noël, gouaches, Rencontres, Sète, 2005/2008
- Répertoire des apparitions, avec Zéno Bianu, dessins mine de plomb, Dumerchez, 2008
- Trous de lumière, avec Zéno Bianu, mine de plomb, Leuwers, 2008
- Tombeau de Mahmoud Darwich, avec Tahar Bekri, encres de couleur et mine de plomb, Leuwers, 2009
- Passion Afrique, avec Claudine Bertrand, crayons de couleurs, Rougier, Soligny-la-Trappe 2009[42]
- Symphonie, avec Catherine Zittoun, gouaches, Leuwers, 2009
- Voilier qui tangue après la pluie, avec Luis Mizon, gouaches, Rivières, Saint-Christol-lez-Alès, 2010
- Mon empire, avec Gaston Puel, gouaches, Rivières, Saint-Christol-lez-Alès, 2010
- Jazz avec Zéno Bianu, papiers gouachés découpés. Paris, Virgile, 2012
- Au large du Sénégal, avec Claudine Bertrand, papiers gouachés découpés. Soligny-la-Trappe, V. Rougier, 2013   (ISBN 2-913040-98-5)
- Présences avec Marie Étienne, dessins mine de plomb, Tête à texte. Sète, Rencontres, 2014
- Simples merveilles, avec Éric Sarner, gouaches. Creil, Dumerchez, 2018
- Scènes de la vie quotidienne, avec Serge Pey, gouaches. Creil, Dumerchez, 2021
- Hors de l'ombre, avec Hubert Haddad, gouaches. Sète, éditions Rencontres, 2022
- Écrits du peintre, gouaches, Creil, Dumerchez, 2022

### Collections publiques
- Une partie de ses livres d'artiste sont conservés à la Bibliothèque nationale de France[43] et par la Bibliothèque nationale des Pays-Bas, collection Koopman[44]. Il en va de même de ses estampes[45].
- Hôtel de la Monnaie. Paris. Trois médailles :  Le mal court – Jacques Audiberti MED 043946 ; Ordre du voyage : MED 043946 ; Monsieur Bob’le MED 044087[46]
- Musée National des Beaux-Arts de La Havane, Source, huile sur toile, 163 × 163 cm. Collection d'art international[réf. nécessaire]. Inv.06.34
- Sénat, Paris, Hameau du Cotentin, huile sur toile, actuellement exposée dans un bureau du Palais du Luxembourg. Inv.P-88-70246

## Textes de Michel Mousseau
- Improvisation, In Juste des livres: bibliophilie & livres d'artistes des éditions Dumerchez, Liancourt, Dumerchez, 2009[24]
- À la case départ, in Topor traits / Daniel Colagrossi, Paris, Scali, 2007 (ISBN 978-2-35012-122-2)
- Lisière, in Le Bout des Bordes no 9/10, Al Dante, Paris, 2004 (ISSN 0241-6980)
- Des mots à voir, Midi no 18, Paris, 2003 (ISSN 0242-9012)
- La conjuration du hasard ou travailler sous contrainte, In Polyphonies du texte (collectif), sous la direction de Montserrat Prudon, Romainville, Al Dante, Paris, 2002 (ISBN 2-911073-90-8)
- La parole au peintre, Pleine Marge no 31, dir. publ. Jacqueline Chénieux, éditions Peeters, Paris, 2000 (ISSN 0295-1630)
- Peintre à la lettre, in Frontières éclatées (Équipe internationale de recherche sur les interférences des codes de création-TRAVERSES), sous la direction de Montserrat Prudon, La Différence, Paris, 2000 (ISBN 2-7291-1316-9)
- The Artist at Work, Michel Mousseau, Le métier de peintre, en collaboration avec Madeleine Renouard, édition bilingue, Jean-Michel Place, Paris, 1999 (ISBN 2-85893-507-6)
- Recouvrement, catalogue L’Art dans les chapelles, Pluméliau, 1999[15]
- Le même et un autre, décor pour Lettre Morte, in La Chouette, hors série Robert Pinget, Birkbeck College, Londres, 1991http://ark:/12148/cb45700929k[47]
- Vues d’optique, in Perspectives cavalières (collectif), ministère de la Culture et de la Communication, Paris, 1991ark.bnf.fr/ark:/12148/cb35500404d[48]

#### Catalogue
- Catalogue raisonné numérique de Michel Mousseau.

#### Monographies
- Michel Mousseau. Cent trois dessins, textes d'Olivier Delavallade, Célia Houdart, Madeleine Renouard, éditions Domaine de Kerguéhennec, 2018, 23,5 × 30 cm, 176 p. ill., couv. ill.
- Paul van Capelleveen, Artists & Others, The Imaginative French Book in the 21st century, Nimègue, Vantilt Publishers, 2016.
- Emmanuel Daydé, Livres rares, Paris, éditions Virgile, 2016.
- Marianne Oikawa Simon, « Bernard Noël dans le dos des peintres », in E. WO Kaku, Tokyo, Suiseisha, 2012.
- Paul van Capelleveen, Sophie Ham, Jordy Joubij, Voix et Visions. La collection Koopmann et l’Art du livre français, Zwolle, Wanders, 2009.
- Arlette Albert-Birot, in Juste des livres, Dumerchez, Liancourt, 2009.
- Bernard Noël, Roman d’un regard, l’atelier de Michel Mousseau, Paris, Jean-Michel Place, 1995, et P.O.L, 2003.
- Zéno Bianu, Michel Mousseau, le temps de lumière, Paris, Jean-Michel Place, 2003  (ISBN 2-85893-726-5).
- Madeleine Renouard,  The Artist at work, Michel Mousseau le métier de peintre, Paris, Jean-Michel Place, 1999  (ISBN 2-85893-507-6).
- Albert Dichy, Le Rouge à l’exception du noir, Paris, Jean-Michel Place, 1999.
- Hughes Labrusse, Michel Mousseau. Le Temps de peindre, Paris, Jean-Michel Place, 1993  (ISBN 2-85893-175-5).
- Jacques Baron, « Pour Michel Mousseau » in Création, tome 4, Paris, 1983.